# David Robinson
David Maurice Robinson (pron. [ˈdeivid ˈmɔris ˈrɔbinsn]; Key West, 6 agosto 1965) è un ex cestista statunitense, di ruolo centro.
Soprannominato The Admiral (in italiano L'Ammiraglio) per il suo passato nella Marina degli Stati Uniti, Robinson ha giocato nell'NBA dal 1989 al 2003, vestendo sempre la maglia dei San Antonio Spurs. Con gli Spurs ha vinto due titoli, il premio di MVP, il premio di Rookie of The Year e quello di Defensive Player of The Year, diventando così uno dei soli cinque giocatori a vincere entrambi i premi (MVP e Difensore dell'anno) insieme a Michael Jordan, Hakeem Olajuwon, Giannis Antetokounmpo e Kevin Garnett. 
Nell'arco di 14 anni ha partecipato a 10 All-Star Game, è stato inserito 10 volte negli All-NBA Team e 8 volte negli All-Defensive Team. Ad oggi è uno dei sette giocatori ad aver segnato 70 o più punti e uno dei soli quattro a registrare una quadrupla doppia in una partita della NBA. Nel 1996 è stato inserito nella lista dei 50 migliori giocatori ad aver mai giocato in NBA e nel 2009 è stato inserito nella Basketball Hall of Fame. Robinson è considerato uno dei migliori centri di sempre, nonché uno dei giocatori più completi, sia in campo collegiale che professionistico.
Con la nazionale ha partecipato a tre edizioni delle Olimpiadi, vincendo il bronzo nel 1988 e l'oro nel 1992, con il primo Dream Team, e nel 1996. Ha inoltre vinto il titolo mondiale nel 1986 e i campionati americani nel 1992.

## Caratteristiche tecniche
Centro mancino dal grande potenziale atletico, era dotato di notevole elevazione che lo rendeva uno dei migliori protettori del ferro e rimbalzisti della lega. Il suo fisico straripante, la buona mobilità in post e un solido tiro dalla media distanza lo rendevano difficile da contenere anche in zona offensiva, risultando fondamentale per la propria squadra in ogni situazione di gioco. Questa sua interpretazione versatile del ruolo gli ha permesso di affermarsi tra i migliori centri di sempre. Lungo tutta la carriera ha tenuto una media a partita di 21.1 punti, 10.6 rimbalzi, 3 stoppate e 2.5 assist; a testimonianza della completezza del suo repertorio è stato nella lega il migliore in rimbalzi nel 1991, in stoppate nel 1992 e il miglior marcatore nel 1994 oltre che essere uno dei pochissimi giocatori in grado di registrare una quadrupla doppia.

## Carriera

### Primi anni, high school e accademia militare
Fin dall'adolescenza Robinson dimostrò di essere un ragazzo molto intelligente e propenso all'impegno e allo studio. Si esercitava spesso con calcoli matematici, leggeva molti libri, amava stare davanti al computer e si dilettava a smontarli e riassemblarli. Non pensò mai di diventare un giocatore professionista e giocare a basket non lo entusiasmava più di tanto.
Quando era all'high school dovevano pregarlo per farlo giocare, proprio in quanto lui non nutriva un particolare interesse nel farlo. Nel suo ultimo anno di liceo alla Osbourn Park High School in Virginia si dedicò quasi esclusivamente allo studio, ottenendo un ottimo punteggio ai test di ammissione universitari e riuscendo ad entrare all'accademia navale di Annapolis, conosciuta come The Yard. Il suo sogno era fare il sommergibilista.
Nei primi due anni giocò come centro di riserva, arrivando a stabilire ogni record dell'accademia e portandola al torneo NCAA nella stagione 1984-1985. Curioso l'episodio in cui, durante i primi allenamenti con la squadra, schiacciò per la prima volta, rimanendo molto sorpreso nell'essere riuscito a farlo. In quegli anni cominciò a prendere in seria considerazione l'idea di diventare un giocatore professionista e di giocare nell'NBA.
Passò dai 198 cm dell'anno da freshman agli attuali 216 nel giro di tre anni e cominciò a dedicarsi agli allenamenti in modo costante, pur non trascurando il suo ancor principale obiettivo: ottenere una laurea in matematica presso l'accademia. Nei quattro anni al college guidò i NAVY a due partecipazioni al torneo NCAA, collezionando trentatré record statistici della sua scuola e le migliori onorificenze collegiali.

### NBA
I San Antonio Spurs, al draft del 1987, lo selezionarono con la prima scelta assoluta nonostante l'impegno preso con la Marina che lo avrebbe fatto stare fermo fino alla stagione 1989-1990 (gli anni di permanenza all'accademia vennero ridotti in modo eccezionale da cinque a due).
Al suo esordio trasforma la squadra da franchigia sull'orlo del trasferimento in un'altra città a squadra abbonata ai play-off, portandola dall'ultimo posto della Midwest Division al primo. Nel suo primo anno registra 24,3 punti a partita con 12 rimbalzi, che gli permettono di staccare le altre matricole nella corsa al premio Rookie dell'anno, di essere convocato all'All-Star Game (in cui fece registrare una doppia-doppia) e di arrivare sesto alla votazione di MVP della stagione regolare.
Negli anni successivi comincia ad arricchire il suo bagaglio tecnico: alla velocità e coordinazione uniche aggiunse parecchi movimenti offensivi da post-alto e un tiro dalla media affidabile. Nella stagione 1994 migliorò ulteriormente, diventando molto efficiente anche in attacco, aumentando la stazza fisica e studiando molto gli avversari. Il 24 aprile 1994, durante l'ultima partita della stagione regolare, segna 71 punti contro i Clippers, suo massimo in carriera e nona prestazione di sempre, impresa che gli valse il titolo di miglior marcatore NBA con 29,8 punti a partita. Nello stesso anno realizzerà anche una Quadrupla doppia, impresa riuscita in NBA in precedenza a soli altri tre giocatori e da allora mai più ripetuta.
Nella prima parte della sua carriera raccoglie, a livello di squadra, pochi riconoscimenti, pur rimanendo negli anni ai vertici della classifica e stabilendo il miglior record di lega nella stagione 1994-95. In quell'anno viene eletto MVP stagionale, Michael Jordan è lontano dai campi da basket e la squadra viaggia diretta verso il titolo NBA. Ma alla finale della Western Conference contro i Rockets del rivale Hakeem Olajuwon la corsa al titolo svanisce, i Rockets vincono la serie per 4-2. Robinson indicherà quella serie come la più grande delusione della sua carriera.
La svolta avviene quando, nel campionato 1996-97, gioca solo sei partite per infortunio; dato che anche il secondo miglior giocatore della squadra, Sean Elliott, resta a lungo indisponibile, i San Antonio Spurs diventano una delle peggiori squadre della lega, realizzando un imbarazzante record di 20-62.
Alla fine di una stagione difficile la fortuna premia però gli Spurs: al Draft NBA 1997, con la prima scelta assoluta, selezionano l'ala da Wake Forest Tim Duncan. Da quel momento si creerà una fortissima intesa tra i due, formando la più temibile coppia di lunghi che San Antonio ricordi, soprannominata "Twin Towers", le torri gemelle.
In coppia con il giovane Duncan per Robinson arriva il culmine della carriera nel campionato 1998-1999, una stagione accorciata per colpa del lockout e cominciata male (otto sconfitte nelle prime quattordici gare), ma che vedrà una vera e propria rinascita: le sconfitte successive, play-off compresi, saranno solo altre sette in tutto l'anno. La finale, giocata contro i Knicks e vinta 4 a 1, verrà indicata da Robinson come il momento più bello della sua carriera. Il titolo di MVP delle finali andò a Tim Duncan, in grande ascesa e lentamente negli anni il testimone di leader della franchigia passa da Robinson al lungo delle Isole Vergini, anche a causa dei sempre più frequenti infortuni.
All'inizio della stagione 2002-03, The Admiral dichiara il suo ritiro al termine di quel campionato, riuscendo però ad ottenere il suo secondo anello contro i New Jersey Nets grazie a un Tim Duncan all'apice della carriera (secondo titolo di MVP delle finali) e a numerosi innesti di grande talento come Tony Parker e Manu Ginóbili. Nel suo ultimo anno di carriera ha ricevuto riconoscimenti in diverse città, tributo ad un giocatore che ha dimostrato sempre, anche fuori dal campo, una correttezza proverbiale.

### Nazionale
Con la nazionale di pallacanestro degli Stati Uniti d'America, ha partecipato al campionato mondiale 1986, ai giochi panamericani 1987, alle Olimpiadi di Seul 1988, alle Olimpiadi di Barcellona 1992 (come membro del Dream Team) e alle Olimpiadi di Atlanta 1996. Vinse la medaglia d'oro in tutti i tornei a cui prese parte, fatta eccezione per l'argento nel 1987 e per il bronzo nel 1988.

## Statistiche
| † | Denota le stagioni in cui ha vinto il titolo |
| * | Primo nella lega                             |

### NCAA
| Anno      | Squadra         | PG  | PT | MP   | TC%  | 3P%   | TL%  | RP   | AP  | PRP | SP  | PP   |
| --------- | --------------- | --- | -- | ---- | ---- | ----- | ---- | ---- | --- | --- | --- | ---- |
| 1983-1984 | Navy Midshipmen | 28  | -  | 13,3 | 62,3 | -     | 57,5 | 4,0  | 0,3 | 0,2 | 1,3 | 7,6  |
| 1984-1985 | Navy Midshipmen | 32  | -  | 33,6 | 64,4 | -     | 62,6 | 11,6 | 0,6 | 0,8 | 4,0 | 23,6 |
| 1985-1986 | Navy Midshipmen | 35  | -  | 33,9 | 60,7 | -     | 62,8 | 13,0 | 0,7 | 1,7 | 5,9 | 22,7 |
| 1986-1987 | Navy Midshipmen | 32  | -  | 34,6 | 59,1 | 100,0 | 63,7 | 11,8 | 1,0 | 2,1 | 4,5 | 28,2 |
| Carriera  | Carriera        | 127 | -  | 29,5 | 61,3 | 100,0 | 62,7 | 10,3 | 0,7 | 1,2 | 4,1 | 21,0 |

### NBA

#### Regular Season
| Anno       | Squadra           | PG  | PT  | MP   | TC%  | 3P%  | TL%  | RP    | AP  | PRP | SP   | PP    |
| ---------- | ----------------- | --- | --- | ---- | ---- | ---- | ---- | ----- | --- | --- | ---- | ----- |
| 1989-1990  | San Antonio Spurs | 82  | 81  | 36,6 | 53,1 | 0,0  | 73,2 | 12,0  | 2,0 | 1,7 | 3,9  | 24,3  |
| 1990-1991  | San Antonio Spurs | 82  | 81  | 37,7 | 55,2 | 14,3 | 76,2 | 13,0* | 2,5 | 1,5 | 3,9  | 25,6  |
| 1991-1992  | San Antonio Spurs | 68  | 68  | 37,7 | 55,1 | 12,5 | 70,1 | 12,2  | 2,7 | 2,3 | 4,5* | 23,2  |
| 1992-1993  | San Antonio Spurs | 82  | 82  | 39,2 | 50,1 | 17,6 | 73,2 | 11,7  | 3,7 | 1,5 | 3,2  | 23,4  |
| 1993-1994  | San Antonio Spurs | 80  | 80  | 40,5 | 50,7 | 34,5 | 74,9 | 10,7  | 4,8 | 1,7 | 3,3  | 29,8* |
| 1994-1995  | San Antonio Spurs | 81  | 81  | 38,0 | 53,0 | 30,0 | 77,4 | 10,8  | 2,9 | 1,7 | 3,2  | 27,6  |
| 1995-1996  | San Antonio Spurs | 82  | 82  | 36,8 | 51,6 | 33,3 | 76,1 | 12,2  | 3,0 | 1,4 | 3,3  | 25,0  |
| 1996-1997  | San Antonio Spurs | 6   | 6   | 24,5 | 50,0 | -    | 65,4 | 8,5   | 1,3 | 1,0 | 1,0  | 17,7  |
| 1997-1998  | San Antonio Spurs | 73  | 73  | 33,7 | 51,1 | 25,0 | 73,5 | 10,6  | 2,7 | 0,9 | 2,6  | 21,6  |
| 1998-1999† | San Antonio Spurs | 49  | 49  | 31,7 | 50,9 | 0,0  | 65,8 | 10,0  | 2,1 | 1,4 | 2,4  | 15,8  |
| 1999-2000  | San Antonio Spurs | 80  | 80  | 32,0 | 51,2 | 0,0  | 72,6 | 9,6   | 1,8 | 1,2 | 2,3  | 17,8  |
| 2000-2001  | San Antonio Spurs | 80  | 80  | 29,6 | 48,6 | 0,0  | 74,7 | 8,6   | 1,5 | 1,0 | 2,5  | 14,4  |
| 2001-2002  | San Antonio Spurs | 78  | 78  | 29,5 | 50,7 | -    | 68,1 | 8,3   | 1,2 | 1,1 | 1,8  | 12,2  |
| 2002-2003† | San Antonio Spurs | 64  | 64  | 26,2 | 46,9 | -    | 71,0 | 7,9   | 1,0 | 0,8 | 1,7  | 8,5   |
| Carriera   | Carriera          | 987 | 985 | 34,7 | 51,8 | 25,0 | 73,6 | 10,6  | 2,5 | 1,4 | 3,0  | 21,1  |
| All-Star   | All-Star          | 10  | 3   | 18,4 | 58,8 | -    | 69,5 | 6,2   | 0,8 | 1,3 | 1,3  | 14,1  |

#### Play-off
| Anno     | Squadra           | PG  | PT  | MP   | TC%   | 3P%  | TL%  | RP    | AP  | PRP | SP   | PP   |
| -------- | ----------------- | --- | --- | ---- | ----- | ---- | ---- | ----- | --- | --- | ---- | ---- |
| 1990     | San Antonio Spurs | 10  | 10  | 37,5 | 53,3  | -    | 67,7 | 12,0  | 2,3 | 1,1 | 4,0  | 24,3 |
| 1991     | San Antonio Spurs | 4   | 4   | 41,5 | 68,6* | 0,0  | 86,6 | 13,5* | 2,0 | 1,5 | 3,8* | 25,8 |
| 1993     | San Antonio Spurs | 10  | 10  | 42,1 | 46,5  | 0,0  | 66,4 | 12,6  | 4,0 | 1,0 | 3,6  | 23,1 |
| 1994     | San Antonio Spurs | 4   | 4   | 36,5 | 41,1  | 0,0  | 74,1 | 10,0  | 3,5 | 0,8 | 2,5  | 20,0 |
| 1995     | San Antonio Spurs | 15  | 15  | 41,5 | 44,6  | 20,0 | 81,2 | 12,1  | 3,1 | 1,5 | 2,6  | 25,3 |
| 1996     | San Antonio Spurs | 10  | 10  | 35,3 | 51,6  | -    | 66,7 | 10,1  | 2,4 | 1,5 | 2,5  | 23,6 |
| 1998     | San Antonio Spurs | 9   | 9   | 39,2 | 42,5  | -    | 63,5 | 14,1* | 2,6 | 1,2 | 3,3* | 19,4 |
| 1999†    | San Antonio Spurs | 17  | 17  | 35,3 | 48,3  | -    | 72,2 | 9,9   | 2,5 | 1,6 | 2,4  | 15,6 |
| 2000     | San Antonio Spurs | 4   | 4   | 38,8 | 37,3  | 0,0  | 76,2 | 13,8  | 2,5 | 1,8 | 3,0  | 23,5 |
| 2001     | San Antonio Spurs | 13  | 13  | 31,5 | 47,2  | 0,0  | 69,5 | 11,8  | 1,7 | 1,3 | 2,4  | 16,6 |
| 2002     | San Antonio Spurs | 4   | 4   | 20,3 | 47,4  | -    | 0,0  | 5,8   | 1,3 | 0,8 | 0,8  | 4,5  |
| 2003†    | San Antonio Spurs | 23  | 23  | 23,4 | 54,2  | -    | 66,7 | 6,6   | 0,9 | 0,8 | 1,3  | 7,8  |
| Carriera | Carriera          | 123 | 123 | 34,3 | 47,9  | 10,0 | 70,8 | 10,6  | 2,3 | 1,2 | 2,5  | 18,1 |

#### Massimi in carriera
- Massimo di punti: 71 vs Los Angeles Clippers (24 aprile 1994)[12]
- Massimo di rimbalzi: 24 (2 volte)
- Massimo di assist: 11 (2 volte)
- Massimo di palle recuperate: 7 vs Houston Rockets (18 febbraio 2000)
- Massimo di stoppate: 12 vs Minnesota Timberwolves (23 febbraio 1990)
- Massimo di minuti giocati: 53 vs Chicago Bulls (5 marzo 1993)

## Palmarès

### NCAA
- NCAA AP Player of the Year (1987)
- NCAA John R. Wooden Award (1987)
- NCAA Naismith Men's College Player of the Year Award (1987)
- NCAA AP All-America First Team (1987)
- NCAA AP All-America Third Team (1986)

### NBA
- Campionato NBA: 2

San Antonio Spurs: 1999, 2003
- MVP della regular season: 1995
- Difensore dell'anno: 1992
- Rookie dell'anno: 1990
- Miglior marcatore NBA: 1994
- Miglior rimbalzista NBA: 1991
- Miglior stoppatore NBA: 1992
- All-Rookie First Team: 1990
- Squadre All-NBA: 10

First Team: 1991, 1992, 1995, 1996
Second Team: 1994, 1998
Third Team: 1990, 1993, 2000, 2001
- NBA All-Defensive Team: 8

First Team: 1991, 1992, 1995, 1996
Second Team: 1990, 1993, 1994, 1998
- Convocazioni all'All-Star Game: 10

1990, 1991, 1992, 1993, 1994, 1995, 1996, 1998, 2000, 2001
- 2 volte maggior numero di rimbalzi totali in stagione NBA
- 1 volta maggior numero di rimbalzi difensivi in stagione NBA
- Cinquantesimo miglior marcatore di sempre sommando ABA e NBA
- Quarantacinquesimo miglior marcatore di sempre NBA
- Trentacinquesimo miglior rimbalzista di sempre NBA
- Sesto miglior stoppatore di sempre NBA
- Quarto migliore giocatore di sempre per stoppate a partita NBA in regular season (2,99 palle rubate a partita)
- Membro del Basketball Hall of Fame
- Inserito tra i 50 migliori giocatori del cinquantenario della NBA
- Inserito nel NBA 75th Anniversary Team
- La sua maglia n. 50 è stata ritirata dai San Antonio Spurs

### Nazionale
- Oro olimpico: 2

Barcellona 1992, Atlanta 1996
- Bronzo olimpico: 1

Seul 1988
- Oro mondiale: 1

Spagna 1986
- FIBA World Cup All-Tournament Teams: 1

1986